# Lepidium myriocarpum
Lepidium myriocarpum är en korsblommig växtart som beskrevs av Otto Wilhelm Sonder. Lepidium myriocarpum ingår i släktet krassingar, och familjen korsblommiga växter. Inga underarter finns listade i Catalogue of Life.